# Quercus polymorpha
Quercus polymorpha là một loài thực vật có hoa trong họ Cử. Loài này được Schltdl. & Cham. miêu tả khoa học đầu tiên năm 1830.

## Hình ảnh